# 傾城水滸伝

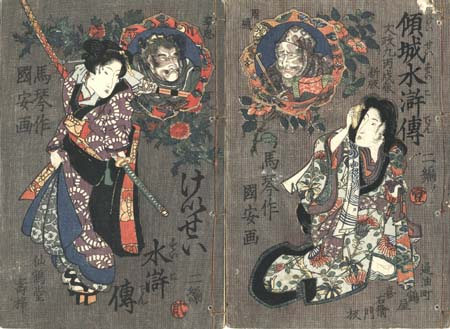
第二編、歌川國安画、文政9年 (1826年)

『傾城水滸伝』（けいせいすいこでん）は、曲亭馬琴作の合巻本。13編。文政8年（1825年） - 天保6年（1835年）刊行。歌川豊国・歌川国安・歌川貞秀画。

## 概要
中国文学の『水滸伝』の翻案。『水滸伝』の英雄豪傑を日本の賢妻烈婦にかえたもの。また、登場人物全員の性別がほぼ逆転しており、3人の女性好漢等も男性に変えられている。『傾城水滸伝』の「傾城」は、物語の発端が熊野那智山の傾城塚があばかれ遊女(傾城)達の幽魂が飛び散ることから名付けられている。
後鳥羽院の時代、後鳥羽院から寵愛をうけた白拍子亀菊の専横に世をはばまれた烈婦たちが、執権北条義時のために討たれた鎌倉の源頼家の息女三世姫を擁立し、近江賤ヶ岳江鎮泊にたてこもって、亀菊および義時とたたかうという内容。
曲亭馬琴が本作品の完成を見ずに死去したため、笠亭仙果が『女水滸伝』と題をあらため、13編下帙より15編までをもって完成させた。
1984年に河出書房新社から初版挿絵つきの『江戸戯作文庫　傾城水滸伝』として2巻まで出版されたが、現在は入手困難。なお『滝沢馬琴集』に猪波暁花『校訂傾城水滸傳拾遺物語』が収録されていることから、『傾城水滸伝』に関する事実に混同が発生している。例えば、関勝・董平にあたる人物が登場しないとする説があるが、実際には登場する。また『校訂傾城水滸傳拾遺物語』には曲亭馬琴『傾城水滸伝』と異なる名前で登場する人物が複数おり、席次や人物名の解釈に注意が必要である。